# Iosu Goñi Leoz
Iosu Goñi Leoz (født 4. januar 1990) er en spansk håndboldspiller. Han spiller for Chambéry Savoie Mont-Blanc Håndbold og det spanske landshold.
Han deltog i verdensmesterskabet i håndbold 2017 for mænd.